# 村山明 (競馬)
村山 明（むらやま あきら、1971年8月18日 - ）は、日本中央競馬会 (JRA) 栗東トレーニングセンターに所属していた元調教師、元騎手、元調教助手。東京都東村山市出身。

## 来歴

### 騎手・調教助手時代
1990年に競馬学校第6期生として卒業し、騎手免許を取得。同期には江田照男、浜野谷憲尚らがいる。斉藤義美厩舎所属として騎手デビュー。初騎乗は同年3月3日阪神競馬第3競走のユーワコスモスで11着、初勝利は同年4月22日福島競馬第8競走のヤマノオリオンであった。
3年目からは障害競走にも騎乗するようになり、1994年には中京障害ステークスをキンセンアラシで制して重賞初勝利を挙げた。平地競走の重賞は2000年の武蔵野ステークスをサンフォードシチーで優勝している。
1996年に斉藤義美厩舎を離れフリーに、1999年には大沢真厩舎所属となったが、2001年2月に大沢が調教師を勇退したため、再度フリーになった。翌2002年1月に松田国英厩舎所属となったが、以降はフリーと厩舎所属を頻繁に繰り返した。
2007年2月20日付で騎手を引退し、角居厩舎の調教助手に転身した。騎手通算成績は中央3186戦218勝（うち重賞2勝、障害戦222戦26勝）、地方35戦5勝であった。

### 調教師時代
2008年には調教師免許を取得し、9月21日付で橋本寿正厩舎から中村均厩舎に臨時貸付けとなっていた馬を引き継ぐかたちで厩舎を開業した。開業時の馬房数は14馬房。
同年10月19日には、メイクデビュー京都をテスタマッタで勝利し、自身の管理馬初勝利をあげた。そのテスタマッタが2009年のジャパンダートダービーを制して重賞初勝利。また、同年の新潟記念をホッコーパドゥシャで制しこれがJRA重賞初勝利となった。なお新潟記念は村山と競馬学校で同期の江田照男の騎乗（石橋脩の落馬負傷による乗り替わり）によるものだった。
2012年2月19日のフェブラリーステークスをテスタマッタで勝利し、JRA本場所でのGI競走初制覇するとともに、騎手時代に2001年の同競走でサンフォードシチーに騎乗し1番人気で敗退した無念を晴らした。
2014年2月23日、フェブラリーステークス (GI) を単勝16番人気コパノリッキー（田辺裕信騎手騎乗）で勝利。
同年12月14日、カペラステークス (GIII) を単勝12番人気ダノンレジェンド（丸田恭介騎手騎乗）で勝利。
2017年7月23日、サトノファイヤーでJRA通算200勝を達成。
2020年8月14日17時すぎ、栗東トレーニングセンターの村山厩舎で火災が発生。管理馬5頭が死亡している。
2024年5月18日、新潟競馬第12競走・4歳上1勝クラスでグッドウッドガイが1着となり、現役では67人目となるJRA通算300勝を通算4292戦目で達成した。
2025年2月11日、JRAより同年3月4日をもって調教師を勇退することが発表された。村山によれば勇退は体調面などの理由ではないと説明している。

## 騎手成績
| 通算成績 | 1着 | 2着 | 3着 | 騎乗数 | 勝率 | 連対率 |
| -------- | --- | --- | --- | ------ | ---- | ------ |
| 平地     | 192 | 176 | 232 | 2964   | .065 | .124   |
| 障害     | 26  | 20  | 30  | 222    | .117 | .207   |
| 計       | 218 | 196 | 262 | 3186   | .068 | .130   |

|            | 日付           | 競馬場・開催  | 競走名          | 馬名               | 頭数 | 人気 | 着順 |
| ---------- | -------------- | ------------- | --------------- | ------------------ | ---- | ---- | ---- |
| 初騎乗     | 1990年3月3日   | 2回阪神3日3R  | 3歳未勝利       | ユーワコスモス     | 11頭 | 11   | 11着 |
| 初勝利     | 1990年4月22日  | 1回福島2日8R  | 4歳上500万下    | ヤマノオリオン     | 12頭 | 2    | 1着  |
| 重賞初騎乗 | 1992年8月2日   | 2回札幌8日11R | 札幌3歳S        | レディエックス     | 14頭 | 9    | 6着  |
| 重賞初勝利 | 1994年9月17日  | 3回中京3日9R  | 中京障害S（秋） | キンセンアラシ     | 9頭  | 2    | 1着  |
| GI初騎乗   | 1995年12月10日 | 5回中山4日11R | 朝日杯3歳S      | セイントリファール | 12頭 | 10   | 4着  |

### 主な騎乗馬
- キンセンアラシ（1994年中京障害ステークス〈秋〉）
- サンフォードシチー（2000年武蔵野ステークス）

## 調教師成績
|            | 日付           | 競馬場・開催  | 競走名                 | 馬名               | 頭数 | 人気 | 着順 |
| ---------- | -------------- | ------------- | ---------------------- | ------------------ | ---- | ---- | ---- |
| 初出走     | 2008年9月28日  | 2回札幌6日7R  | 3歳上500万下           | コパノオーシャンズ | 12頭 | 6    | 4着  |
| 初勝利     | 2008年10月19日 | 4回京都4日4R  | 2歳新馬                | テスタマッタ       | 13頭 | 5    | 1着  |
| 重賞初出走 | 2009年3月14日  | 2回中京1日11R | 中京記念               | ホッコーソレソレー | 18頭 | 14   | 7着  |
| 重賞初勝利 | 2009年8月30日  | 3回新潟6日11R | 新潟記念               | ホッコーパドゥシャ | 18頭 | 5    | 1着  |
| GI初出走   | 2009年11月1日  | 4回東京8日11R | 天皇賞（秋）           | ホッコーパドゥシャ | 18頭 | 17   | 16着 |
| GI級初勝利 | 2009年7月8日   | 6回大井4日11R | ジャパンダートダービー | テスタマッタ       | 13頭 | 4    | 1着  |
| GI初勝利   | 2012年2月19日  | 1回東京8日11R | フェブラリーS          | テスタマッタ       | 16頭 | 7    | 1着  |

## 主な管理馬
※括弧内は当該馬の優勝重賞競走、太字はGI級競走。
- ホッコーパドゥシャ（2009年新潟記念）
- テスタマッタ（2009年ジャパンダートダービー、2011年マーチステークス、2012年フェブラリーステークス）
- メモリアルイヤー（2011年霧島賞）
- コパノリッキー（2013年兵庫チャンピオンシップ、2014年・2015年フェブラリーステークス連覇、JBCクラシック連覇、2014年・2016年・2017年かしわ記念、2015年東海ステークス、2016年帝王賞、2016年・2017年マイルチャンピオンシップ南部杯連覇、2017年東京大賞典）
- ラブイズブーシェ（2014年函館記念）
- ダノンレジェンド（2014年カペラステークス、2015年・2016年黒船賞連覇、クラスターカップ連覇、2015年東京スプリント、東京盃、2016年北海道スプリントカップ、JBCスプリント[5]）
- サトノルパン （2015年京阪杯）
- オールブラッシュ（2017年川崎記念、2018年浦和記念）[6]
- コパノキッキング （2018年・2019年カペラステークス連覇、2019年根岸ステークス、東京盃）
- ケイアイパープル（2022年佐賀記念、白山大賞典）
- ケイアイドリー（2023年北海道スプリントカップ）[7]

## 主な厩舎所属者
※太字は門下生。括弧内は厩舎所属期間と所属中の職分。
- 平田秀也（2008年-2025年 調教助手）
- 桜井誠二（2008年-2025年 調教助手）
- 小崎綾也（2014年-2017年 騎手）
- 高橋一哉（2012年-2018年 調教助手）